# Lapradelle-Puilaurens

Lapradelle-Puilaurens este o comună în departamentul Aude din sudul Franței. În 1 ianuarie 2022 avea o populație de 272 de locuitori.